# 平野古墳群
平野古墳群（ひらのこふんぐん）は、奈良県香芝市平野にある古墳群。1基（塚穴山古墳）が国の史跡に指定され、2号墳棺台が香芝市指定有形文化財に指定されている。

## 概要
奈良県西部、明神山から派生する低丘陵上に営造された古墳群である。これまでに6基が確認されている。現在は3基（1・2・5号墳）のみが遺存し、それら3基において調査が実施されている。
古墳群のうち2号墳は埋葬施設を横穴式石室とする。全長約10.6メートルを測る大型石室であり、北葛城地域の終末期古墳では最大級の規模になる。石室の一部に二上山凝灰岩が使用される点（大部分は花崗岩）、棺台として土製の塼と受台が使用される点で特色を示す古墳になる。2号墳に続く塚穴山古墳（5号墳）は、埋葬施設を横口式石槨とする。全ての部材を二上山凝灰岩の切石とする石槨としては最古級の例であり、天皇・皇族級の墓として注目される古墳である。
この平野古墳群は、古墳時代終末期の7世紀代の営造と推定される。当地では前時代の古墳の築造は知られず7世紀代に突如として営まれるようになった古墳群であるが、各古墳の様相の秀逸さから被葬者としては王族級の人物、特に敏達天皇系王族の茅渟王一族とする説が挙げられている。また横穴式石室から横口式石槨への変質を追うことが可能な古墳群であるとともに、付近では尼寺廃寺跡（香芝市尼寺）があり、同一の造営氏族による終末期古墳と古代寺院の併存例としても重要視される古墳群である。
塚穴山古墳の古墳域は1973年（昭和48年）に国の史跡に指定され、2号墳棺台および古墳群関係文書が2004年（平成16年）に香芝市指定有形文化財に指定された。現在では塚穴山古墳は史跡整備のうえで「平野塚穴山古墳史跡公園」として公開されている。

## 遺跡歴
- 文化4年（1807年）の『平野村絵図』に、3・4号墳が武烈天皇陵として、塚穴山古墳が顕宗天皇陵として記載[2]。
- 1972年（昭和47年）、塚穴山古墳の石槨内部の盗掘。それに伴う発掘調査（奈良県立橿原考古学研究所、1977年に報告書刊行）[6][2]。
- 1973年（昭和48年）6月18日、塚穴山古墳が国の史跡に指定[3]。
- 1999-2001年度（平成11-13年度）、1・2号墳の範囲確認調査（香芝市教育委員会、2005年に報告書刊行）。
- 2004年（平成16年）3月26日、2号墳棺台・古墳群関係文書が香芝市指定有形文化財に指定[4][5]。
- 2011年度（平成23年度）、塚穴山古墳の3次元レーザー測量（奈良文化財研究所・株式会社共和）[2]。
- 2016-2019年度（平成28-令和元年度）、塚穴山古墳の発掘調査（香芝市教育委員会）[2]。
- 2018年（平成30年）10月15日、塚穴山古墳の史跡範囲の追加指定[7]。
- 2020年（令和2年）4月、平野塚穴山古墳史跡公園の開園。

## 一覧
| 古墳名                   | 座標                                    | 形状 | 規模        | 埋葬施設                              | 築造時期     | 史跡指定 | 備考                       |
| ------------------------ | --------------------------------------- | ---- | ----------- | ------------------------------------- | ------------ | -------- | -------------------------- |
| 1号墳 （平野車塚古墳）   | 北緯34度34分3.55秒 東経135度41分52.92秒 | 円墳 | 直径24-26m? | 横穴式石室                            | 7世紀前半    |          |                            |
| 2号墳                    | 北緯34度34分3.29秒 東経135度41分51.42秒 | 円墳 | 直径約26m?  | 横穴式石室 （内部に有機質の棺）       | 7世紀中葉    |          | 棺台は香芝市指定有形文化財 |
| 3号墳                    |                                         | 不明 |             | 横口式石槨?                           | 7世紀末      |          | 消滅                       |
| 4号墳                    |                                         | 不明 |             | 不明                                  |              |          | 消滅                       |
| 5号墳 （平野塚穴山古墳） | 北緯34度34分0.98秒 東経135度41分41.04秒 | 方墳 | 一辺25-30m  | 横口式石槨 （内部に夾紵棺・漆塗籠棺） | 7世紀後半-末 | 国の史跡 | 一説に茅渟王墓             |
| 「岩屋」と記された古墳   |                                         |      |             |                                       |              |          | 消滅                       |

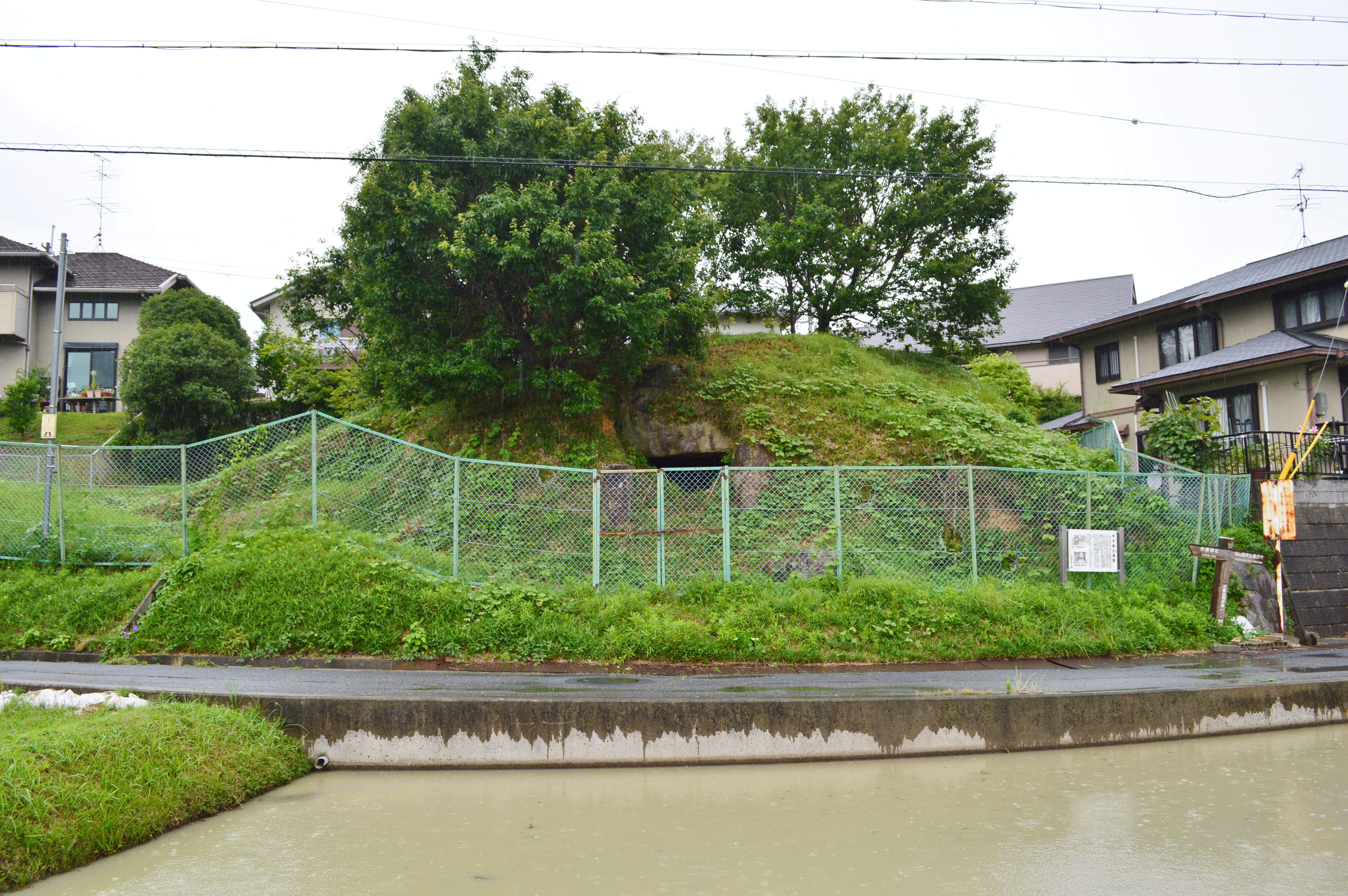
平野車塚古墳（1号墳） 墳丘
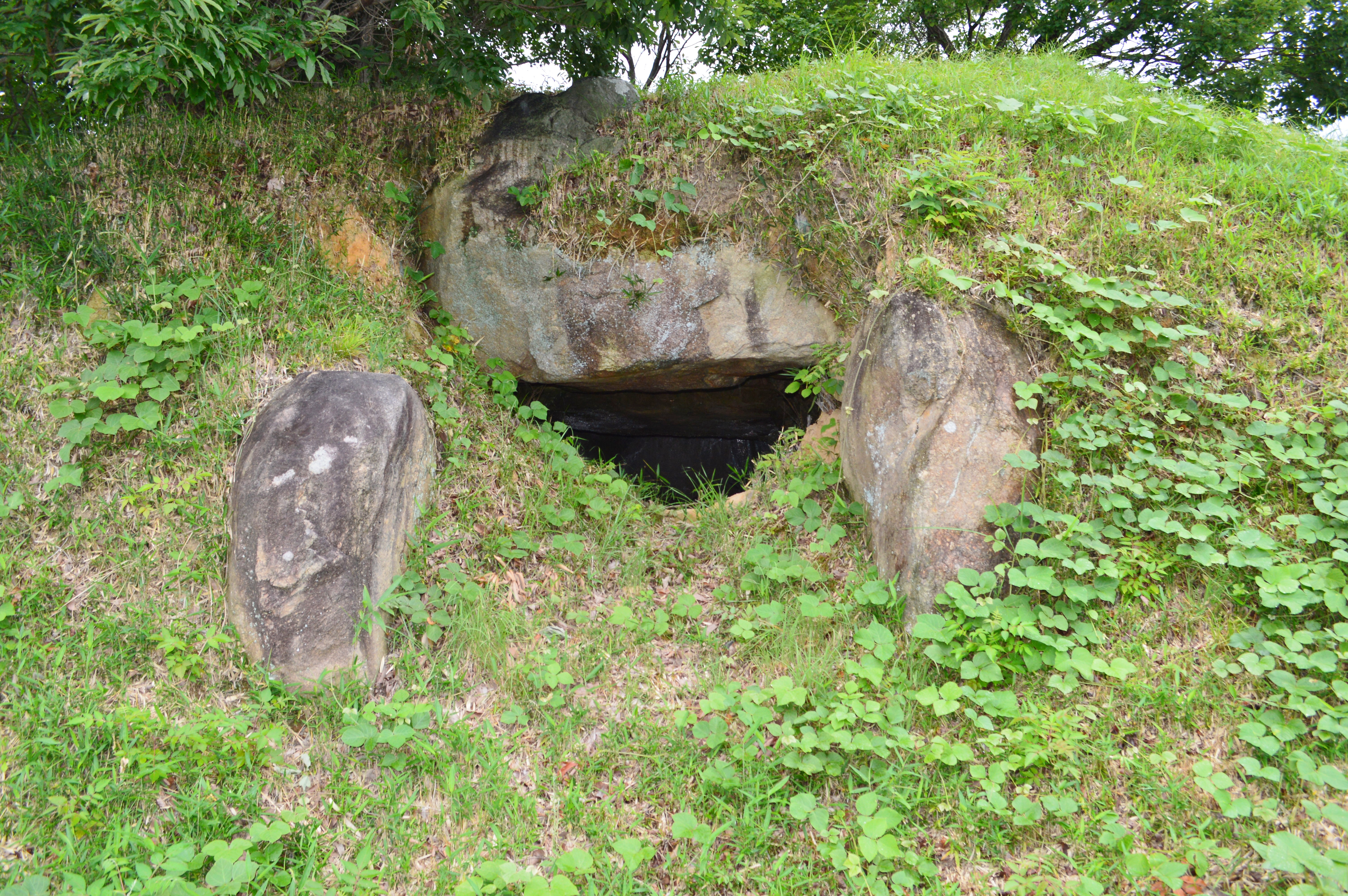
平野車塚古墳（1号墳） 石室
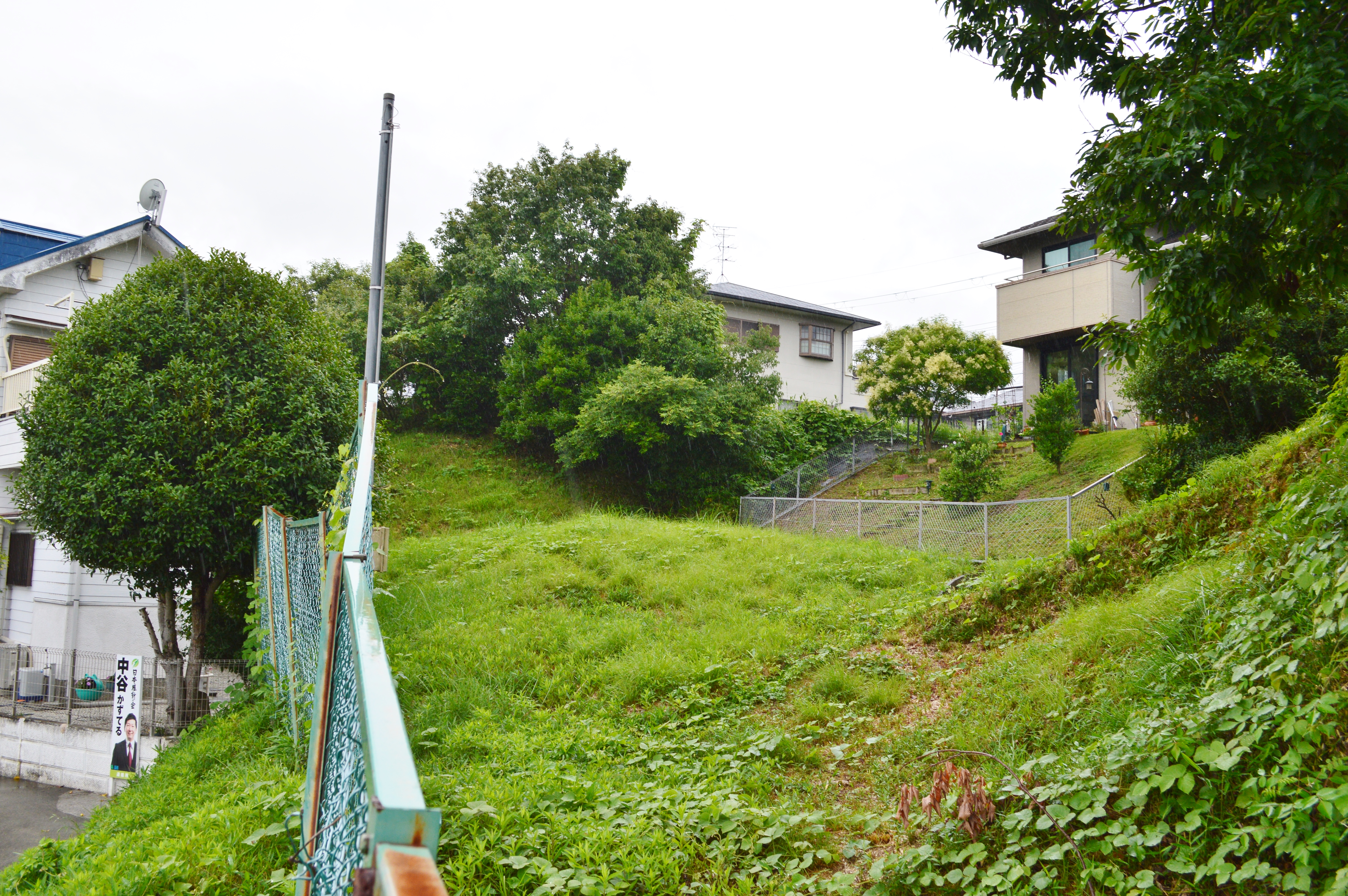
平野2号墳 墳丘（左奥）
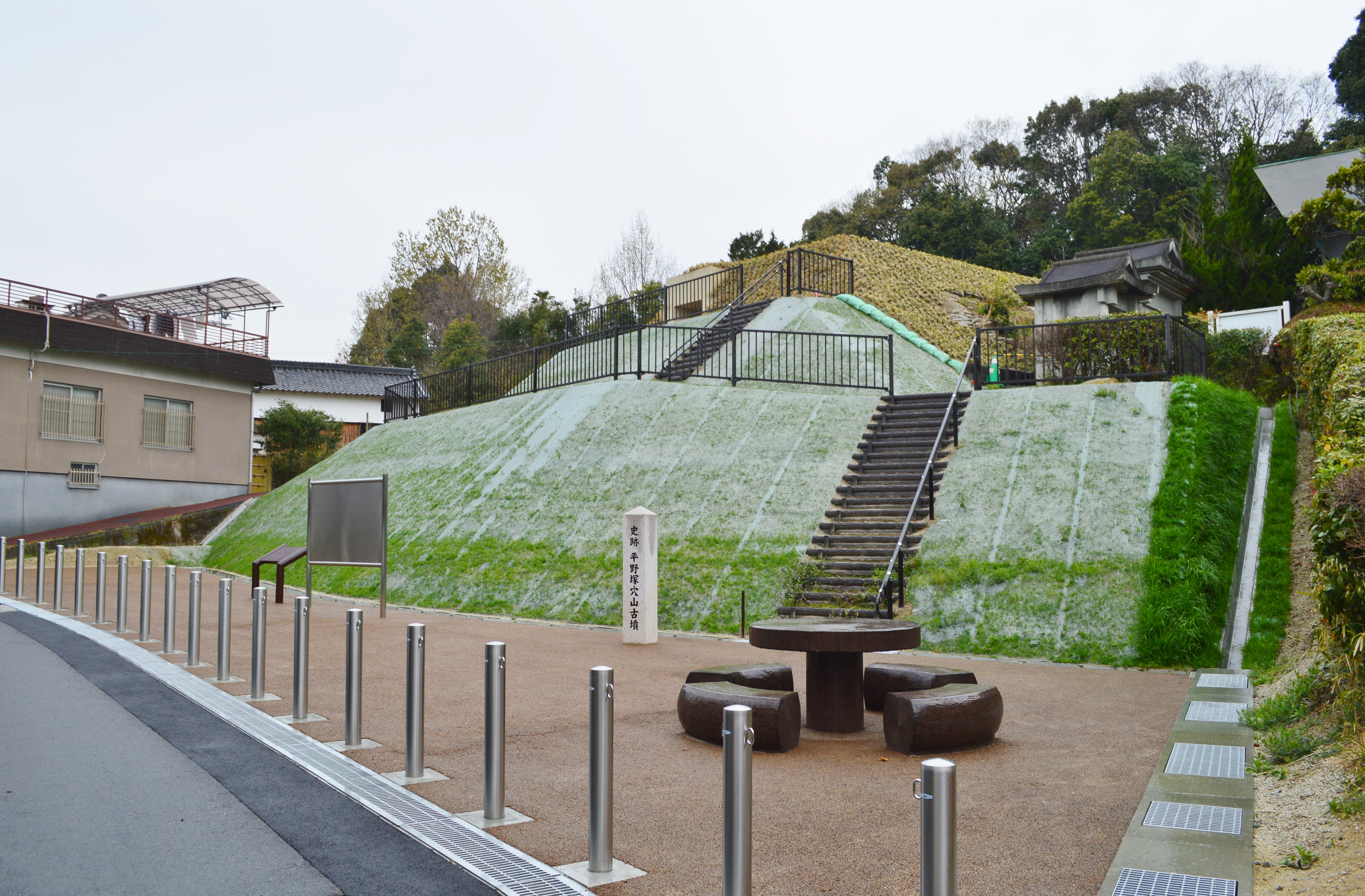
平野塚穴山古墳（5号墳） 墳丘
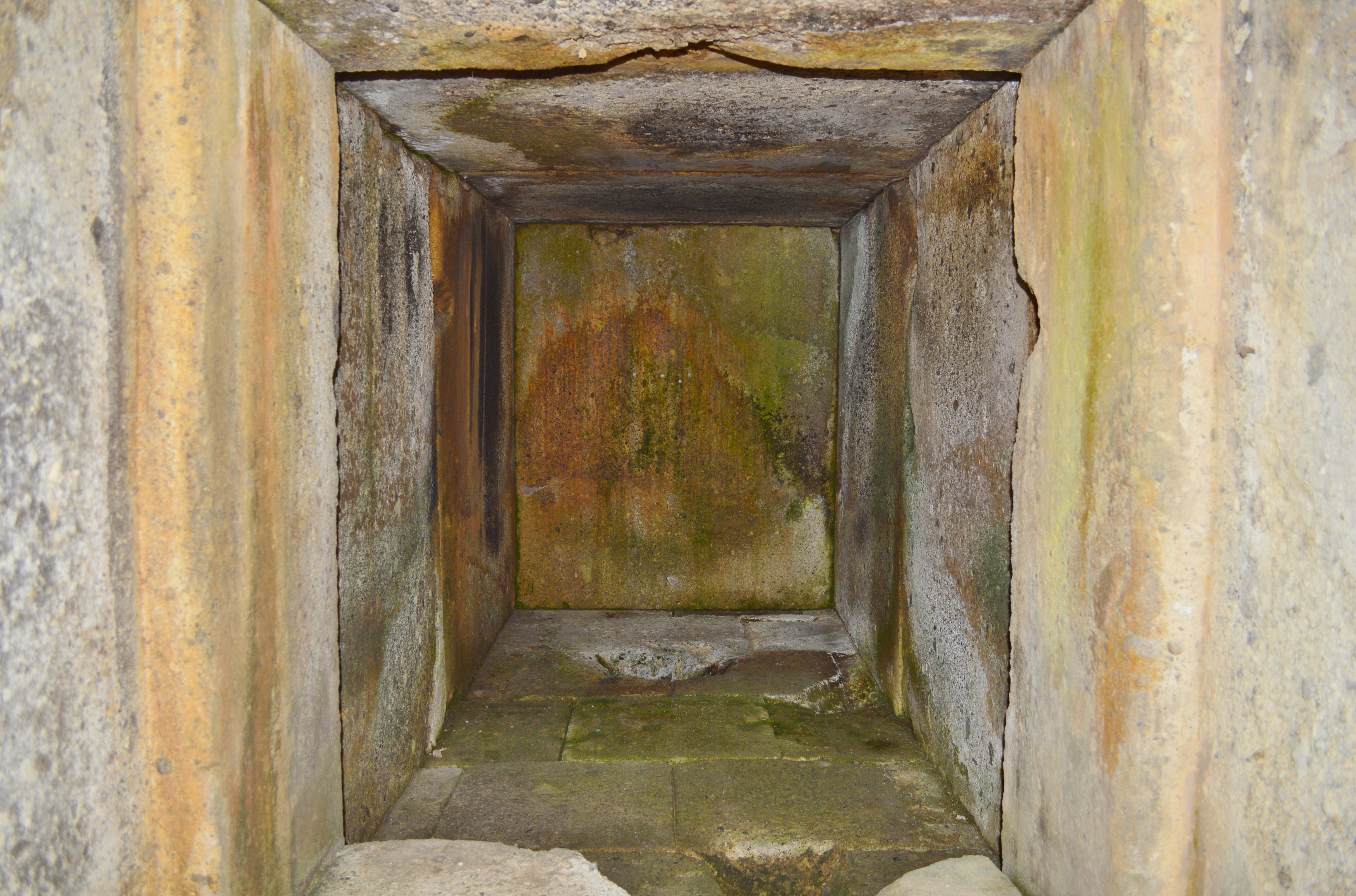
平野塚穴山古墳（5号墳） 石槨内部

## 文化財

### 国の史跡
- 平野塚穴山古墳 - 1973年（昭和48年）6月18日指定[3]、2018年（平成30年）10月15日に史跡範囲の追加指定[7]。

### 香芝市指定文化財
- 有形文化財
  - 平野2号墳棺台 一括（考古資料） - 香芝市二上山博物館保管。2004年（平成16年）3月26日指定（市指定第26号）[4]。
  - 平野古墳群関係文書 一括（古文書） - 2004年（平成16年）3月26日指定（市指定第27号）[5]。

### 関連文化財

石造線刻阿弥陀如来坐像

- 石造線刻阿弥陀如来坐像
香芝市指定有形文化財（彫刻）。平野塚穴山古墳に隣接する正楽寺境内にある線刻石像。平安時代後期頃の作。高さ230.0センチメートル・幅95.0センチメートルの板状の二上山産凝灰岩に阿弥陀如来坐像が線刻されたものであるが、元はいずれかの古墳の石棺の棺台石であったものが転用されたとする説がある。1994年（平成6年）3月29日指定（市指定第1号）[8]。

## 関連施設
- 香芝市二上山博物館（香芝市藤山）

## 関連文献
（記事執筆に使用していない関連文献）
- 奈良県立橿原考古学研究所 編『竜田御坊山古墳 -付 平野塚穴山古墳-（奈良県史跡名勝天然記念物調査報告 第32冊）』奈良県教育委員会、1977年。
- 香芝市二上山博物館 編「平野2号墳第1次調査」『香芝市埋蔵文化財発掘調査概報13 -平成11年度-』香芝市教育委員会、2000年。 - リンクは奈良文化財研究所「全国遺跡報告総覧」。
- 香芝市二上山博物館 編「平野2号墳第2次調査」『香芝市埋蔵文化財発掘調査概報14 -平成12年度-』香芝市教育委員会、2000年。 - リンクは奈良文化財研究所「全国遺跡報告総覧」。
- 香芝市二上山博物館 編「平野1号墳」『香芝市埋蔵文化財発掘調査概報15 -平成13年度-』香芝市教育委員会、2000年。 - リンクは奈良文化財研究所「全国遺跡報告総覧」。
- 廣瀬覚「香芝市平野塚穴山古墳の三次元レーザー測量」『三次元計測による飛鳥時代の石工技術の復元的研究（平成23～26年度科学研究費研究成果報告書）』奈良文化財研究所、2015年。
- 『二上山麓と三輪山麓の考古学 -古代大和・東西の歴史と文化-（平成30年度特別展図録）』香芝市二上山博物館、2018年。